# 藤原良積
藤原 良積（ふじわら の よしづみ、生没年不詳）は、平安時代前期の貴族。藤原式家、豊後守・藤原清縄の孫。民部大丞・藤原定代（または良代）の子。官位は従五位下・美濃介。

## 経歴
陽成朝末の元慶7年（883年）5月の第30次渤海使の使節に対する饗宴において、容儀が優れていたことから良積は急に宴に参加することになった。饗宴で渤海大使・裴頲は即興で漢詩を書こうとして筆と硯を求めたところ、良積は自身が漢詩を作れなかったことに狼狽えて席を離れようとしたため、裴頲は漢詩を作るのをやめたと伝わる。また、同年6月に発生した筑後守・都御酉殺害事件の調査を行うために、同年10月に良積は推問筑後国殺害使に任ぜられて九州に下向した。
光孝朝末の仁和3年（887年）美濃介として地方官に転じている。

## 官歴
『日本三代実録』による。
- 元慶7年（883年） 5月10日：見従五位下守左衛門権佐
- 仁和3年（887年） 2月2日：美濃介